# Cryphia amygdalina
Cryphia amygdalina is een vlinder uit de familie uilen (Noctuidae). De wetenschappelijke naam is voor het eerst geldig gepubliceerd in 1963 door Boursin.
De soort komt voor in Europa.